# 拉郊乡
拉郊乡，是中华人民共和国西藏自治区山南市洛扎县下辖的一个乡镇级行政单位。

## 行政区划
拉郊乡下辖以下地区：
拉郊村、杰罗布村、德玛龙村和巴桑龙村。